# Briga (topònim)

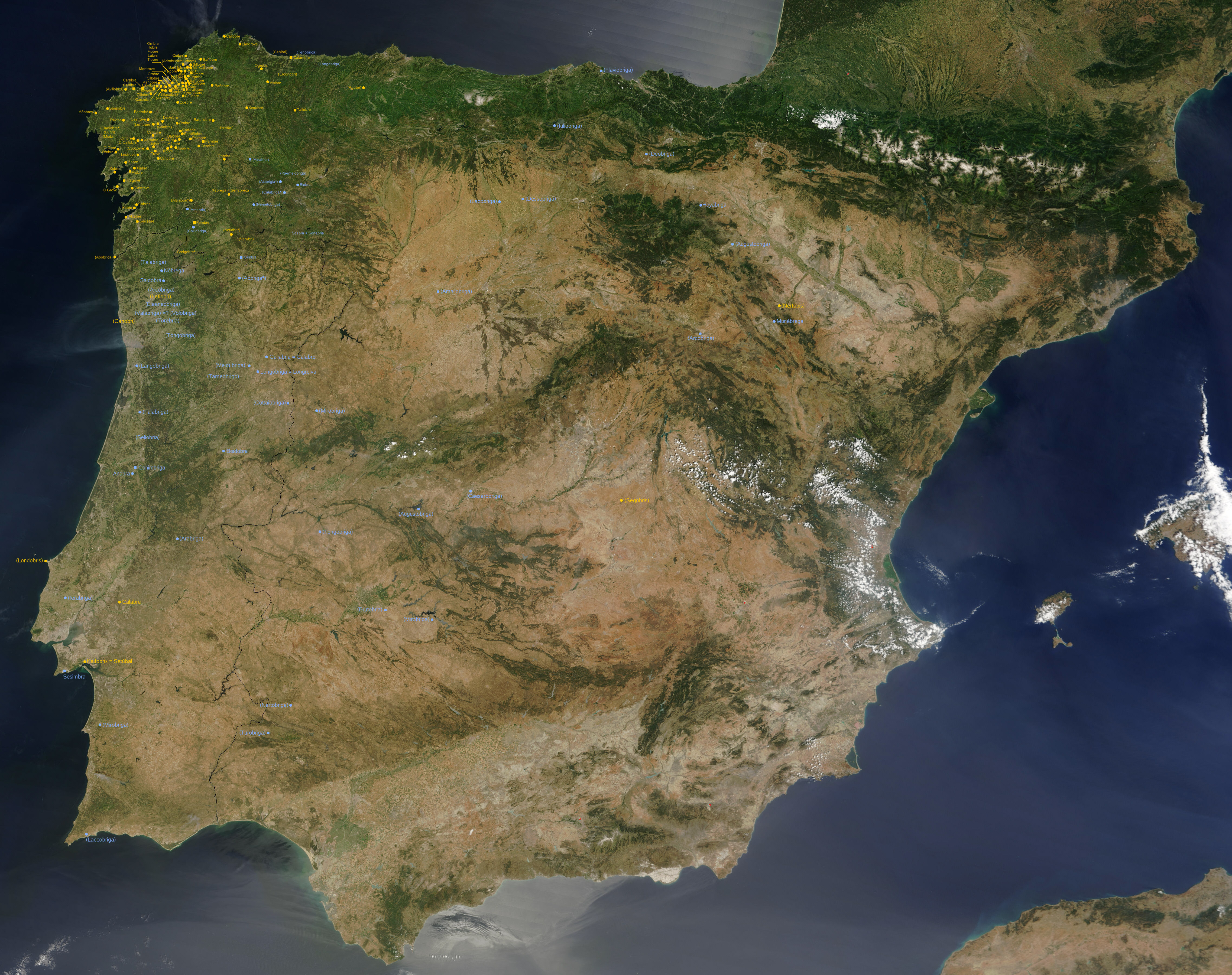
Antigues poblacions amb l'arrel -briga (en blau) i -bri o derivats (en groc) a la península Ibèrica

Briga és una arrel present a nombrosos topònims d'origen celta, documentats especialment a la Hispània preromana, amb el significat de ciutat, fortalesa o, més literalment, "lloc alt". Els romans denominaven oppidum aquesta mena de poblats fortificats situats en eminències naturals. Un altre equivalent en llengües cèltiques és dun (gal dūnon, llatinitzat en dunum), terme que convivia amb briga a la mateixa època a tota l'Europa celta (cf. Admagetobriga i Lugdúnum a la Gàl·lia, Segòbriga i Navardún a Hispània).
L'arrel és especialment freqüent en noms d'antigues ciutats i oppidum com ara Litanobriga, Arebrigium, Brigantia, però també en noms de tribus i deïtats: Brigiani, Brigantes, Brigàntia, Brigid. En el cas concret de la península Ibèrica, a més dels topònims conservats fins a l'actualitat n'hi ha abundants testimonis d'antics tant en l'escassa epigrafia conservada en alfabet ibèric com en la d'alfabet llatí, més abundant (llegendes numismàtiques, esteles, altars, inscripcions funeràries, grafits i altres) o en les fonts documentals protohistòriques.

## Etimologia
L'origen primigeni de l'arrel briga remuntaria al protoindoeuropeu *bhergh-, *bherg'h- 'muntanya', '(lloc) alt' > hindi antic br̥hánt- 'alçada', 'alt', 'gran', 'llarg' > avèstic bǝrǝz- 'alçada', 'muntanya' > protocelta *briga 'alt', 'elevat' > protogermànic *birga-n; *burgō, *birgaxa- 'muntanya', 'banc/pendent'. Els seus derivats són especialment presents a les llengües cèltiques (irlandès antic brī, brig 'turó' > gal·lès, còrnic i bretó bre 'turó') i germàniques (got *bɛrgahī 'àrea muntanyosa' > nòrdic antic bjarg, berg ŋ. 'muntanya', 'roca', borg 'turó' > noruec i suec berg > danès bjerg > anglès antic beorg -beorh, biorg, biorh- 'turó', 'muntanya', 'monticle', 'cau', 'pila de pedres', 'lloc d'enterrament' > anglès barrow > frisó antic berg, birg > saxó antic berg > neerlandès mitjà berch > neerlandès, francònic antic i alt alemany antic berg > alt alemany mitjà bërc 'muntanya', 'vinyal', 'mina' > alemany berg 'muntanya'), però també a les eslaves (serbocroat breg 'turó') i altres de relacionades.

### Significat

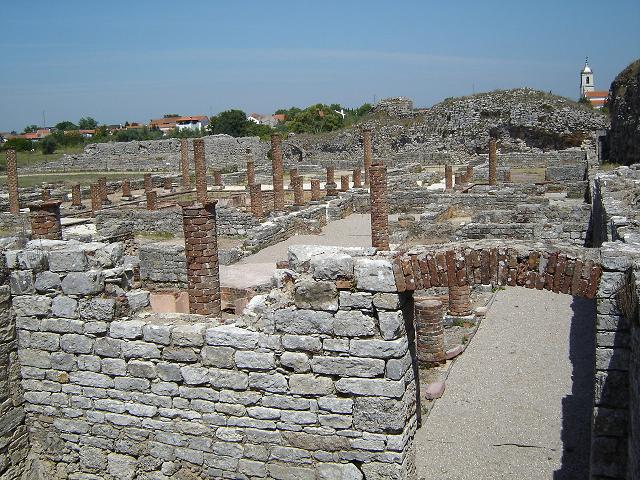
Restes arqueològiques de Conímbriga

Per bé que s'assumeix que briga significa 'ciutat' o 'fortalesa', no existeix cap evidència epigràfica o lingüística d'aquesta suposició. De fet, el seu significat únic i literal és 'turó', 'pujol' o 'lloc alt', de manera que Brutobriga, per exemple, seria «el turó o pujol (habitat/fortificat) de Brutus». En grec i llatí sí que hi ha termes similars amb significats com ara 'ciutat' i 'torre' (cf. grec πυργο pyrgos "torre" i llatí burgus "ciutat", "castell", mot que també va generar nombrosos topònims -burg-), però aquestes formes deriven d'una altra arrel protoindoeuropea, *bhurgh- 'torre de guaita' (cf. armeni burgn 'torre', germànic *burg-, *burg-ia-).

### Alguns derivats
Un dels etnònims més clarament derivats de briga és el dels brigants (llatí Brigantes, grec Βρίγαντες), tribu celta de Britànnia localitzada a l'actual Yorkshire amb capital a Isurium Brigantum. Atès el seu nom, els brigants tant podrien ser «els de les terres altes» pel fet de viure prop dels Penins (un equivalent de l'actual highlander aplicat als habitants de les terres altes d'Escòcia) com «els habitants de les briga (fortaleses)» o «els alts», en un sentit metafòric de noblesa. Braint (de la mateixa arrel brigantjā) vol dir "privilegi, prestigi" en gal·lès, Bri vol dir "prestigi, reputació, honor, dignitat" en gal·lès, còrnic i bretó i "energia, rellevància" en gaèlic irlandès (igual que l'arrel d'aquesta llengua bree "poder, energia"). Bre vol dir "turó" en les llengües britòniques, Brenin és "rei" en gal·lès i brìgh és "medul·la, poder" en gaèlic escocès. La deessa celta Brigantia, relacionada amb la Brigid de la mitologia irlandesa i amb Santa Brígida, deu el seu nom al significat d'"alt, elevat", també en el sentit figurat. El Brent, afluent del Tàmesi, rep el seu nom en honor d'aquesta deessa.
L'antic mot italià brigante "soldat d'infanteria, escamot" (i el seu derivat brigantaggio "pirateria"), relacionat amb el català bergant, el francès brigand i el castellà bergante, prové segons l'Oxford Ethimology Diccionari de les formes del llatí medieval brigancii, brigantii, brigantini, brigantes, sense descartar però alguna mena de connexió directa amb l'etnònim brigantes o amb l'arrel cèltica briga.
D'altra banda, malgrat la seva similitud fonètica amb "britans" (i el corresponent "Britànnia"), briga no sembla tenir-hi cap relació etimològica, ja que aquest etnònim deriva del grec Βρεττανιαι (Brettaniai) o Πρεττανοί (Prettanoi), el significat del qual podria ser "els tatuats" (cf. pictes, "els pintats").

## El cas de la península Ibèrica (Brigavs.Ili)

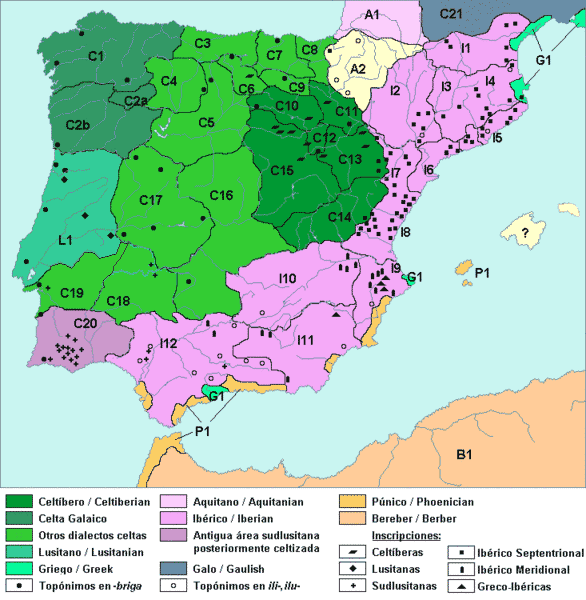
Divisió ètnico-lingüística de l'antiga Hispània: en lila, la zona ibèrica i en verd, la cèltica. Dins d'aquesta s'hi indiquen els topònims acabats en -briga.

A començaments del s. XIX, Wilhelm von Humboldt fou el primer a estudiar la distribució dels topònims acabats en "-briga" a l'antiga Hispània. Un segle després, Jürgen Untermann amplià el seu estudi tot contrastant-lo amb altres evidències lexicogràfiques i aportà un seguit de conclusions que han fonamentat bona part dels estudis posteriors sobre la qüestió. Segons Untermann, la península Ibèrica es pot dividir clarament entre la zona oriental, ibèrica, i l'occidental, cèltica, a partir del terme emprat majoritàriament per a les ciutats o fortificacions. Així, a la zona ibèrica es pot comprovar l'ús preeminent del radical ILI-/ILU- en nombrosos topònims (del tipus Iliberis/Iluro) i també en antropònims, radical que el basc actual ha conservat com a «(H)Iri»/«Iru» (Hiriberri/Irunberri), mentre que a la cèltica aquest prefix és pràcticament inexistent i queda substituït pel -BRIGA. Només la zona tartèssica queda tallada per aquesta línia divisòria, però això seria a causa que la seva extensió correspondria a un estadi més remot, sobre la qual se superposaren després les cultures cèltica i ibèrica.
Les conclusions d'Untermann serviren de base per a diversos estudis arqueològics posteriors, com ara els d'Almagro Gorbea, qui es va centrar a investigar les raons de l'aparent uniformitat cultural en l'àmbit cèltic. Segons ell, això es deu al fet que aquella zona tenia ja un fort substrat indoeuropeu arcaic, sobre el qual la cultura i llengua celtes foren absorbides amb facilitat. Malgrat tot, la definició de les dues grans àrees culturals peninsulars presenta diversos problemes, ja que, de fet, l'aparició dels -briga és relativament tardana i això dificulta retrotraure al passat la divisió proposada. Al mateix temps, segons Javier de Hoz la distribució dels topònims en -briga no presenta una àrea lingüística unitària, sino autèntics "illots" que proporcionen un mapa discontinu.

## Exemples

### Topònims acabats en-briga
Dins la toponímia hispana preromana abunden especialment:
- Amallobriga, Mayorga (Valladolid)
- Caetobriga o Cetobriga,[9] actual Setúbal (Portugal)
- Deobriga, ciutat dels autrígons situada prop de Miranda de Ebro (Burgos)
- Eberobriga, Talaván (Càceres)
- Eburobriga (Alcobaça, Portugal). Hi hagué una ciutat amb el mateix nom a la Gàl·lia (actual Avrolles, al Yonne), on l'arrel celta eburo és "teix" (cf. eburons).
- Lacobriga (Lacobrica), Lagos (Portugal)
- Mirobriga, identificable amb Santiago do Cacém (Portugal) o amb Capilla (Badajoz)
- Nemetobriga, antiga capital dels tiburi situada a A Pobra de Trives, Galícia. El significat del topònim és "La fortalesa del santuari" (cf. nemeton).
- Nertobriga, nom de dues ciutats de l'antiga Hispània, una a la Ulterior (Nertobriga Concordia Iulia, a Fregenal de la Sierra, Badajoz) i l'altra la Citerior (Nertobriga, prop de La Almunia de Doña Godina, Saragossa)
- Turobriga, a la Betúria dels cèltics (identificable amb Bienvenida, Badajoz, o amb el jaciment d'Aroche, Huelva). El topònim es recull també en les formes Eurobriga i Iurobriga,
- Conímbriga, Condeixa-a-Nova (Portugal), prop de l'actual Coïmbra
- Flaviobriga, actual Castro Urdiales (Cantàbria)[10]
- Segòbriga, al turó anomenat Cabeza de Griego de Saelices (Conca). Cal no confondre-la amb Segòvia, tot i que alguna font equipara el via del topònim amb briga.[11] Ambdues ciutats duen l'arrel cèltica Sego "Victòria".

Tres ciutats hispanes porten el nom dels seus fundadors romans:
- Augustobriga, Talavera la Vieja (Càceres).
- Caesarobriga, sobre la preromana Talabriga, Talavera de la Reina (Toledo)
- Iuliobriga, prop de Retortillo a Campoo de Enmedio (Cantàbria)

També apareix el sufix en diversos topònims escampats arreu d'Europa. A banda dels ja esmentats Arebrigium (ciutat dels salasses alpins), Litanobriga (potser l'actual Creil) i Admagetobriga o Magetobriga (escenari de la batalla de Magetobriga) hi havia per exemple Attobriga a l'actual Baviera (avui Weltenburg, antic Veltenburgicum monasterium o Weltinopolis).

### Topònims que comencen perBriga-
A la península Ibèrica:

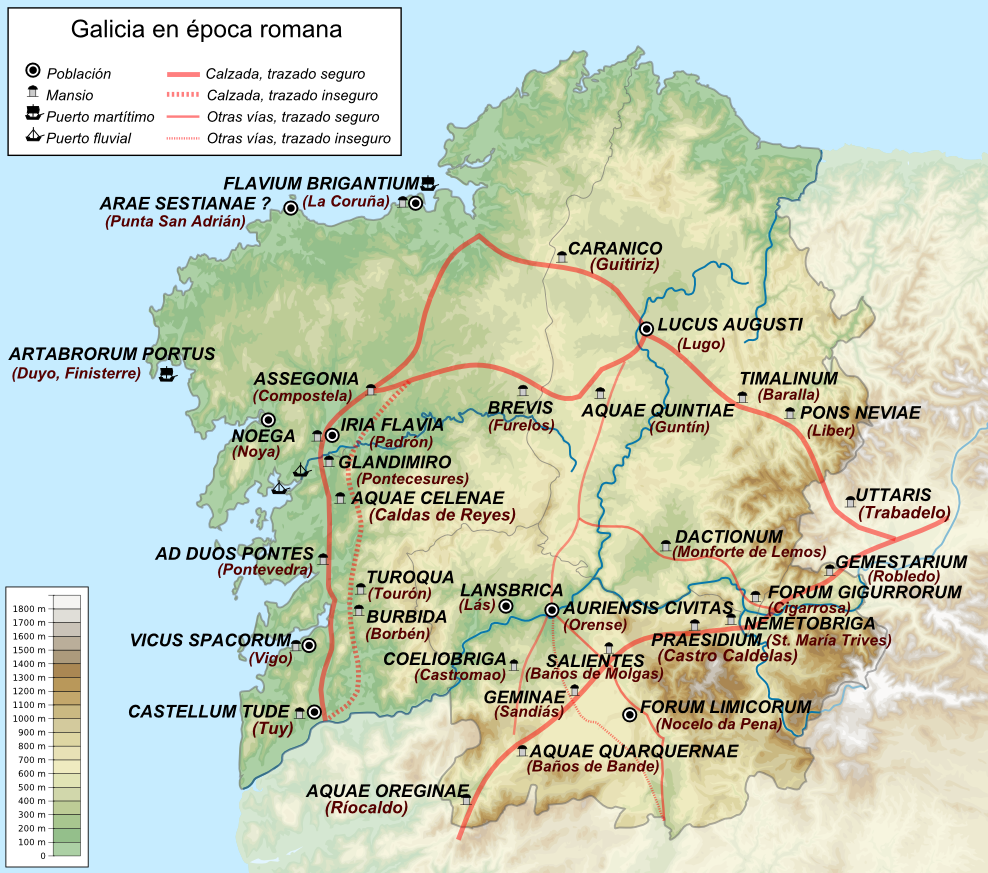
D'oest a est i de nord a sud, alguns topònims amb "Briga" de l'antiga Gal·lècia septentrional: Flavium Brigantium, Lansbrica, Nemetobriga, Coeliobriga

- Brigaecium, capital dels brigaecini, situada probablement prop de Benavente (Zamora)
- Brigantia, ciutat mítica del rei Breogán que comparteix nom amb la Brigantia de la Gàl·lia (la ciutat dels brigiani, actual Briançon)
- Brigantium, capital dels brigantins, identificable amb La Corunya (a la zona hi ha topònims del tipus Bergantiños i Bergondo)
- Es pot identificar també l'arrel briga- al topònim Brihuega (Guadalajara)

Fora de la península Ibèrica:
- Brieg a la Bretanya
- La Briga als Alps Marítims
- La Briga Auta i Briga Novarese al Piemont
- Briga a la Baixa Carniola eslovena[13]
- Brig-Glis i Ried-Brig a Suïssa
- Bregenz a Àustria (antiga Brigantia o Brigantium, ciutat dels brigantii)
- Brzeg (Brieg en alemany, antiga Brigae) a la Silèsia polonesa[14]

Nombroses ciutats que duien antigament l'arrel "Briga" han canviat de nom al llarg de la història:
- Brigobanne a l'antiga Vindelícia, actual Hüfingen (Baden-Württemberg), a la riba del riu Breg i prop del riu Brigach
- Brigetio, on va morir l'emperador Valentinià I, actual Szőny (Hongria)